# The Riddle (Lied)
The Riddle (englisch Das Rätsel) ist ein Lied des britischen Sängers Nik Kershaw, das am 6. November 1984 veröffentlicht wurde. Es war Teil des gleichnamigen Studioalbums, das im November 1984 erschien. Das Lied avancierte zum weltweiten Charthit. Nach vielen Interpretationsversuchen bezeichnete Kershaw den Liedtext als „Unsinn“.
Im Laufe der Jahre erschienen zahlreiche Coverversionen, darunter kommerziell erfolgreiche von Gigi D’Agostino (1999), Mike Candys und Jack Holiday (2012) oder auch Felix Jaehn, Toby Romeo und Faulhaber (2021).

## Inhalt
Der Titel sowie der Liedtext lassen ein klassisches Rätsel vermuten, was dazu führte, dass versucht wurde, den Song auf eine tiefere Bedeutung hin zu entschlüsseln.
Jahre später erklärt Kershaw, dass es sich um einen wahllos zusammengesetzten Text ohne jeden Sinn handle. Er habe den Song unter Zeitdruck geschrieben und deshalb einen unsinnigen Text (“jibberish lyrics”) verwendet. Dieser Songtext wurde dann jedoch beibehalten und der Song erhielt den Namen The Riddle.

“In short, The Riddle is nonsense, rubbish, bollocks, the confused ramblings of an 80’s popstar. Please forgive me. I knew not what I did.”

„Kurz, The Riddle ist Unsinn, Müll, Quatsch, das verwirrte Gefasel eines 80er-Jahre-Popstars. Verzeiht mir, bitte. Ich wusste nicht, was ich tat.“

## Musikvideo
Das Musikvideo beginnt damit, dass Nik Kershaw versucht, ein Schloss zu knacken. Die Tür öffnet sich jedoch von selbst und er wird von hinten hindurchgestoßen. Nachdem er über zwei Treppen und eine Karussellrutsche immer tiefer gelangt, durchbricht er eine Wand aus Papier und befindet sich in einem surreal anmutenden Gang. Dort sieht er etwa aus Löchern an der Wand kommende menschliche Münder oder eine aus der Wand wachsende Hand. Während Kershaw die Umgebung erkundet, begegnen ihm auch andere Menschen, etwa zwei dickliche Männer, die an Diedeldum und Diedeldei aus Alice im Wunderland erinnern, wie auch ein Mädchen, das Kleidung aus einem Koffer wirft und dann durch eine niedrige Tür entkommt, weiterhin ein in einem grünen Artistenanzug mit Fragezeichen gekleideter Mann, der an den Riddler aus den Batman-Comics erinnert. Manchmal bewegt Kershaw seine Lippen synchron zum Liedtext, während eines Instrumentalsolos läuft ein Spielmannszug durchs Bild. Auch die zu sehenden Bilder nehmen manchmal Bezug zum Text, so sieht man etwa bei der Zeile „to keep from burning history“ brennende Bücher. Auch der im Refrain erwähnte alte Mann ist in Einblendungen zu sehen. Am Ende blickt Kershaw aus einem Fenster und sieht dort den alten Mann vor einem verdorrten Baum und einem Loch im Boden, das als Brunnen dargestellt ist, aus dem eine Frau im Bikini erscheint. Es folgt ein Zoom Out, der den Eindruck erweckt, bei dem gesamten Gang handle es sich um das gebogene Oberteil eines Fragezeichens, bei dem Brunnen um den Punkt, wobei beides nun in Form einer Pappfigur auf einer Straße liegt. Es kommt der Riddler und nimmt sich zunächst das Oberteil und dann auch noch den Punkt, ehe er sich hüpfend nach hinten entfernt, wobei sich das Sichtfeld auf einen Punkt reduziert, der sich schlussendlich zum Punkt eines über den ganzen Bildschirm eingeblendeten roten Fragezeichens wandelt. Das Musikvideo wurde bei YouTube über 25 Millionen Mal abgerufen (Stand: Juni 2024).

## Kommerzieller Erfolg

### Chartplatzierungen
| ChartsChartplatzierungen     | Höchstplatzierung | Wochen |
| ---------------------------- | ----------------- | ------ |
| Deutschland (GfK)            | 8 (14 Wo.)        | 14     |
| Schweiz (IFPI)               | 15 (9 Wo.)        | 9      |
| Vereinigtes Königreich (OCC) | 3 (11 Wo.)        | 11     |

| ChartsJahrescharts (1985) | Platzierung |
| ------------------------- | ----------- |
| Deutschland (GfK)         | 72          |

### Auszeichnungen für Musikverkäufe
| Land/Region                  | Auszeichnungen für Musikverkäufe (Land/Region, Auszeichnung, Verkäufe) | Verkäufe |
| ---------------------------- | ---------------------------------------------------------------------- | -------- |
| Vereinigtes Königreich (BPI) | Silber                                                                 | 250.000  |
| Insgesamt                    | 1× Silber ·                                                            | 250.000  |

## Coverversionen

### Gigi D’Agostino

#### Chartplatzierungen
| ChartsChartplatzierungen | Höchstplatzierung | Wochen |
| ------------------------ | ----------------- | ------ |
| Deutschland (GfK)        | 4 (18 Wo.)        | 18     |
| Österreich (Ö3)          | 14 (29 Wo.)       | 29     |
| Schweiz (IFPI)           | 8 (19 Wo.)        | 19     |

| ChartsJahrescharts (2000) | Platzierung |
| ------------------------- | ----------- |
| Deutschland (GfK)         | 23          |
| Österreich (Ö3)           | 26          |
| Schweiz (IFPI)            | 67          |

#### Auszeichnungen für Musikverkäufe
| Land/Region        | Auszeichnungen für Musikverkäufe (Land/Region, Auszeichnung, Verkäufe) | Verkäufe |
| ------------------ | ---------------------------------------------------------------------- | -------- |
| Deutschland (BVMI) | Gold                                                                   | 250.000  |
| Italien (FIMI)     | Gold                                                                   | 50.000   |
| Frankreich (SNEP)  | Silber                                                                 | 125.000  |
| Österreich (IFPI)  | Gold                                                                   | 25.000   |
| Insgesamt          | 1× Silber · 2× Gold ·                                                  | 400.000  |

### Weitere Coverversionen
- 1999 brachte Lightforce das Lied als Instrumentalstück unter dem Titel Take Your Time. Ihnen gelang damit eine kurze Platzierung in den deutschen Charts.
- 1999 veröffentlichte Gigi D’Agostino eine Italo-Dance-Version von The Riddle, wodurch es sich erneut zu einem Top-10-Hit entwickelte.
- 2007 veröffentlichte die Thrash-Metal-Band Death Angel ein Metal-Cover.
- 2010 feierten Prezioso & Marvin mit einer weiteren Italo-Dance-Version einen Club-Hit.
- 2012 coverte das Schweizer Dance-Duo Jack Holiday & Mike Candys den Titel im House-Stil und erreichte mit seiner Version die Verkaufscharts.
- 2012 veröffentlichte das schwedische Trio Jacob Karlzon 3 eine jazzige Coverversion.
- 2017 erschien eine weitere House-Version, die von Nils van Zandt produziert wurde.
- 2018 legten Mike Candys und Jack Holiday ihr Remake mit einem Deep-House-Beat neu auf und erreichten die Schweizer Singlecharts.
- 2021 erschien Where the Lights Are Low von Felix Jaehn, Toby Romeo und Faulhaber, das auf der Melodie von The Riddle basiert.
- 2024 coverte die Folk-Rock-Band dArtagnan den Song gemeinsam mit der österreichischen Symphonic-Metal-Band Visions of Atlantis. Das Lied erschien auf dem Album Herzblut von dArtagnan.[20]